# Аврам-Янку (комуна, Алба)
Аврам-Янку (рум. Avram Iancu) — комуна у повіті Алба в Румунії. До складу комуни входять такі села (дані про населення за 2002 рік):
- Інчешть
- Аврам-Янку (148 осіб)
- Авремешть (25 осіб)
- Акімецешть (36 осіб)
- Бедей (30 осіб)
- Болдешть (10 осіб)
- Валя-Мачулуй (9 осіб)
- Валя-Уцулуй (26 осіб)
- Вердешть (62 особи)
- Відрішоара (90 осіб)
- Гожеєшть (40 осіб)
- Долешть (115 осіб)
- Думечешть (57 осіб)
- Дялу-Крішулуй (7 осіб)
- Жожей (38 осіб)
- Келугерешть (103 особи)
- Кесоая (38 осіб)
- Киндешть (29 осіб)
- Кирешть (30 осіб)
- Кирцулешть (53 особи)
- Кокошешть (11 осіб)
- Короєшть (59 осіб)
- Кочешть (81 особа)
- Мертешть (61 особа)
- Орджешть (51 особа)
- Петруцешть (64 особи)
- Плай (40 осіб)
- Пушелешть (15 осіб)
- Тирса (333 особи)
- Тирса-Плай (31 особа)
- Хелерешть (68 осіб)
- Шойчешть (39 осіб)
- Штертешть (8 осіб)

Комуна розташована на відстані 332 км на північний захід від Бухареста, 65 км на північний захід від Алба-Юлії, 75 км на південний захід від Клуж-Напоки, 139 км на північний схід від Тімішоари.

## Населення
За даними перепису населення 2002 року у комуні проживали 1865 осіб.
Національний склад населення комуни:
| Національність | Кількість осіб | Відсоток |
| -------------- | -------------- | -------- |
| румуни         | 1772           | 95,0%    |
| цигани         | 90             | 4,8%     |
| німці          | 2              | 0,1%     |
| угорці         | 1              | 0,1%     |

Рідною мовою назвали:
| Мова      | Кількість осіб | Відсоток |
| --------- | -------------- | -------- |
| румунська | 1861           | 99,8%    |
| німецька  | 2              | 0,1%     |
| угорська  | 1              | 0,1%     |
| циганська | 1              | 0,1%     |

Склад населення комуни за віросповіданням:
| Релігія                             | Кількість осіб | Відсоток |
| ----------------------------------- | -------------- | -------- |
| православні                         | 1630           | 87,4%    |
| п'ятдесятники                       | 123            | 6,6%     |
| баптисти                            | 88             | 4,7%     |
| не релігійні                        | 2              | 0,1%     |
| лютерани (Аугсбурзького сповідання) | 1              | 0,1%     |
| атеїсти                             | 1              | 0,1%     |
| не вказали релігію                  | 3              | 0,2%     |